# Babypinkeln
Unter der Bezeichnung Babypinkeln (auch Babybier, Pullerbier, Kindsbier, Kindpinkeln, Kinderpinkeln, Kindpissen, Pissparty, Kindsbrunzen, Pinkelparty, Füßle baden, Pieschparty, Pullerparty, Pullerschnaps, das Kind brunsen lassen, Babyparty, Wieslfest, Pinkelfete und Rumpelschnaps genannt) werden gesellige Veranstaltungen aus Anlass der Geburt eines Kindes verstanden. Dieser Brauch ist im Umfeld von Familien-, Freundes- und Nachbarschaftskreisen beheimatet. Nach der Überlieferung soll dieser feierliche Umtrunk dem Neugeborenen nach der Geburt durch den Genuss der Getränke symbolisch beim Wasserlassen helfen, damit es keine Schmerzen erleidet. Teilweise wird dem Brauch des Wasserlassens allerdings eine andere Bedeutung beigemessen. Von denjenigen eingeladenen Verwandten und Freunden, welche den nackten neugeborenen Säugling im Arm halten und begutachten durften, wurde derjenige als ewiger Glückspilz angesehen, der vom Baby beim Halten angepinkelt wurde.
Der Brauch ist im norddeutschen Raum entstanden und hat sich von dort auf verschiedene deutsche Regionen ausgebreitet. Typischerweise können sich die Ausgestaltungen dieses Brauches innerhalb einer Region schon deutlich voneinander unterscheiden. Vielfach feiert der Vater die Geburt des Kindes mit Freunden und Nachbarn, während die Mutter mit dem Neugeborenen noch im Krankenhaus liegt. Es kommt aber auch vor, dass die Feier erst etwas später ausgerichtet wird, so dass auch die Mutter daran teilnehmen kann. In jedem Fall findet das Babypinkeln aber noch vor der Taufe statt. Manchmal ist das Babypinkeln auch ein Fest, bei dem sich eingeladene Paare das „Ja“ zu einem eigenen Kind geben.
Bei der Ausgestaltung des Festes ist es in einigen Regionen üblich, die Gäste in eine Gaststätte einzuladen. Häufig wird die Feier jedoch im Elternhaus durchgeführt, was durch das Aushängen eines Bettlakens oder einer Fahne aus dem Fenster bekanntgegeben wird, und Freunde und Nachbarn werden auf diese Weise informiert. Eine explizite Einladung ist dann nicht erforderlich. Teilweise wird erwartet, dass die Gäste für Speisen und Getränke sorgen. Auch dies ist von der jeweiligen Region abhängig. Oft wird ein hölzerner Storch aufgestellt, der die Geburt des Kindes weithin sichtbar macht.

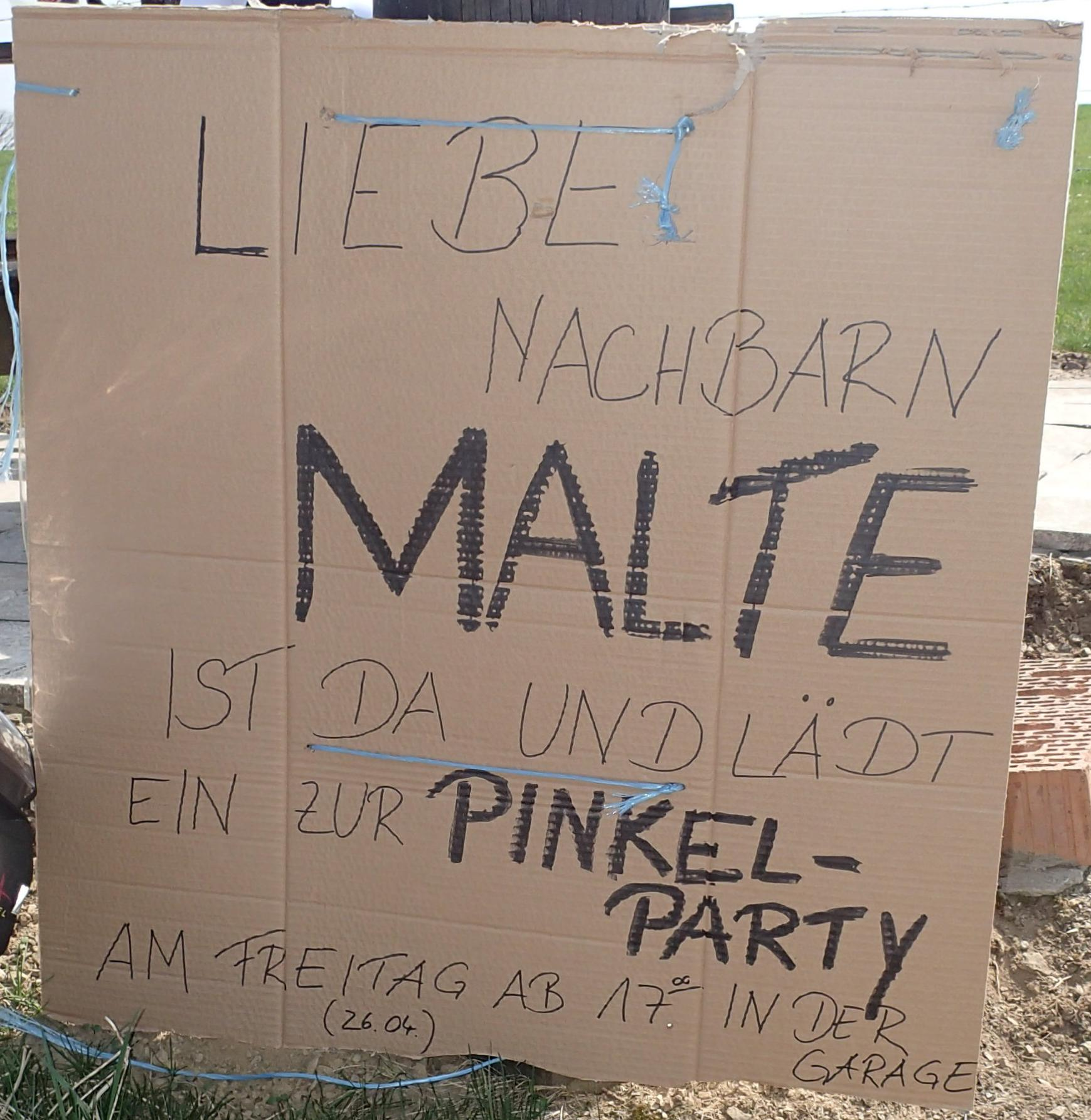
Öffentliche Einladung zum Babypinkeln im Bergischen Land

## Regionale Ausprägungen
In Nordhessen findet der beschriebene Brauch unter dem Namen Pullerschnaps oder Pullerschoppen statt. Ausgeschenkt werden in der Regel „kurze“ klare Schnäpse oder Bier. Im Hunsrück wird dies auch Pissparty genannt.
Im westlichen Hintertaunus, Weilrod, im Westerwald und im Kreis Limburg-Weilburg ist das sogenannte Bäumchenstellen verbreitet. Dabei werden einige Wochen nach der Geburt vor dem Haus der jungen Familie von Nachbarn, Freunden, Verwandten und Arbeitskollegen Bäumchen aufgestellt, die man mit gebrauchter Babykleidung und alten Spielsachen behängt. Oft werden statt eines Bäumchens auch Wäscheleinen gespannt. Auf großen Plakaten wird dann in Reimform das neue Kind begrüßt. Eingeladen zum Bäumchenstellen wird häufig öffentlich, so dass sich alle, die sich mit dem neuen Baby verbunden fühlen, zu diesem traditionellen Treffen versammeln. Anschließend gibt es einen Umtrunk und eine einfache gemeinsame Feier in gemütlicher Atmosphäre. Das neue Baby wird damit symbolisch in die Dorfgemeinschaft eingeführt.
Am Niederrhein und Ruhrgebiet wird das Babypinkeln sehr kurz nach der Geburt vom Vater des Neugeborenen meist nur mit seinen männlichen Freunden und Verwandten gefeiert, während die Mutter noch mit dem Kind im Krankenhaus ist. Der Vater verkündet in diesem Kreis nur, wann das Babypinkeln stattfindet, eine wirkliche Einladung gibt es nicht.
In Ostfriesland heißt diese Tradition Kindskiek (plattdeutsch). Hier werden zur Geburt Verwandte, Nachbarn und Freunde eingeladen, denen dann Bohntjesopp serviert wird. Dabei handelt es sich nicht um eine herkömmliche Bohnensuppe, sondern um ein Getränk aus Branntwein, Rosinen und Zucker.
In Thüringen und Teilen Oberfrankens wird das Babypinkeln Brunsbier bzw. Brönsbier oder Sächbier, Saachbier oder Pischliter genannt. Im Fränkischen spricht man überwiegend von Das Kind brunsen lassen während es im Südthüringer Raum häufig Pischbier oder auch Püschbier genannt wird. Auch hier wird oft gleich nach der Geburt nur mit männlichen Verwandten und Freunden gefeiert und Bier getrunken. In einigen Regionen beschränkt es sich darauf, dass der Vater des Kindes auf der Arbeit den Kollegen Schnaps, Bier oder Sekt ausgibt.
In Südhessen nennt sich dieser Brauchtum „Baasche wäsche“ oder „Baasche nass mache“, welches auf Hochdeutsch so viel wie „Beinchen waschen“ bzw. „Beinchen nass machen“ bedeutet. Auch hier trifft sich gewöhnlich nur der Vater des Kindes mit seinem Freundeskreis, um auf die Geburt des Kindes anzustoßen.
In der Ostschweiz nennt sich dieser Brauchtum „Iischwemmä“, was auf Hochdeutsch mit „Einschwemmen“ übersetzt werden kann. Mit der Schwemme sind aber nicht die kindlichen Ausscheidungen, eher die übermaßen feucht-fröhlichen Konsumationen gemeint. Auch hier trifft sich der Vater des Kindes mit seinem Freundeskreis, um auf die Geburt des Kindes anzustoßen, während Mutter und Kind noch im Spital oder Geburtshaus sind. Ebenso geläufig ist der Begriff des „Chindli-Biers“, was übersetzt das Kind-Bier bedeutet. Selbstredend wird das Bier mit Freunden aus Freude über das Neugeborene getrunken.
Im südlichen Oberbayern nennt sich dieser Brauch „Kindsbier“ und wird eigentlich auch nur mit den männlichen Freunden gefeiert. Auch hier trifft sich der Vater mit seinen Freunden, während die Mutter noch im Krankenhaus ist. Dies kann oftmals sehr lange dauern. Es wird mit reichlich Bier angestoßen.
Im Saarland bezeichnet man die Tradition dieser Babyparty als „es Koppwäsche“ (= Kopf waschen, erste Haarwäsche des Neugeborenen). Ob die Mutter oder weibliche Bekanntschaft dabei sind, ist regional unterschiedlich, aber generell nicht üblich.
In Baden-Württemberg – vor allem im schwäbischen – spricht man von „Füßle baden“. Es werden die Füße des Kindes gebadet – in entsprechend viel Alkohol. Hinter dem Brauch steckt noch die archaische Vorstellung, dass man durch viel Trinken dem Kind helfen kann, selbst gut „pinkeln“ zu können.